# Parc national de Cabo Polonio
Le parc national de Cabo Polonio est un parc national situé dans le département de Rocha en Uruguay. Il a été créé le 20 juillet 2009 à la suite de la promulgation du décret n°337/009. Il est géré par le Système national des aires protégées (SNAP).
Le parc est situé sur le site Ramsar Bañados del Este y Franja Costera, inscrit sur la liste de Montreux, c'est-à-dire sur les zones humides très fragilisées par l'humain.
Le parc est également situé dans la réserve de biosphère de l'Unesco Bañados del Este,.